# 텔레비전 (밴드)
텔레비전(Television)은 미국의 록 밴드이다. 활동시기인 70년대 후반, 영국발 펑크 열풍이 불기전 뉴욕의 언더그라운드 씬에서 패티 스미스나 토킹 헤즈등과 함께 아트 펑크 씬을 견인했다는 평을 받고 있다. 고작 두 장의 앨범을 발표했을 뿐이지만, 펑크에 예술성을 부여한 점 때문에 록 음악의 전설로 자리매김하게 되었는데 특히 데뷔작인 Marquee Moon은 상업적으론 주목받지 못했을지언정 수많은 음악 팬들과 평단들로부터 역사에 길이남을 명반으로 취급받고 있다. 토킹 헤즈하고 예술적 방향성이 같았다고 볼 수도 있지만 토킹 헤즈가 아프로 비트와 훵크를 기반으로 사운드 실험에 치중했다면 이들은 기타를 좀 더 전면적으로 내세웠고 재즈의 즉흥연주과 벨벳 언더그라운드와 스티브 라이히의 미니멀리즘에서 영향을 더 많이 받았다. 톰 벌레인 본인은 존 맥러플린과 마일스 데이비스, 러브, 버팔로 스프링필드, 벤처스에게 영향을 많이 받았다고 밝혔다.

## 음악 스타일 및 영향
많은 펑크 밴드가 그렇듯, 텔레비전도 벨벳 언더그라운드로부터 많은 영향을 받았다. 또한 텔레비전은 미니멀리즘을 추구하는 작곡가인 스티브 라이히에게도 영감을 받는다고 밝혔다.

## 구성원
현재
- 톰 벌레인 - 보컬, 기타, 키보드 (1973년~현재)
- 빌리 피카 - 드럼 (1973년~현재)
- 프레드 스미스 - 베이스, 보컬 (1973년~현재)
- 지미 립 - 기타 (2007년~현재)

이전
- 리처드 로이드 - 기타, 보컬 (1973년~2007년)
- 리차드 헬 - 보컬, 케이스 (1973년~1975년)

## 디스코그래피
스튜디오 앨범
- Marquee Moon (1977) #23 Sweden, #28 UK
- Adventure (1978) #7 UK
- Television (1992)

라이브 앨범
- The Blow-Up (1982)
- Live at the Academy, 1992 (2003)
- Live at the Old Waldorf (2003)

컴필레이션 앨범
- The Best of Television & Tom Verlaine (1998)

싱글
- "Little Johnny Jewel, Part One" b/w "Little Johnny Jewel, Part Two" (1975)
- "Marquee Moon Part 1" b/w "Marquee Moon Part 2" (1977) #30 UK
- "Marquee Moon (Stereo)" b/w "Marquee Moon (Mono)" (1977)
- "Prove It" b/w "Venus" (1977) #25 UK
- "Foxhole" b/w "Careful" (1978) #36 UK
- "Glory" b/w "Carried Away" (1978)
- "Ain't That Nothin'" b/w "Glory" (1978)
- "Call Mr. Lee" (1992) #27 Billboard Modern Rock Tracks